# كفر بارجة
كفر بارجة قرية سوريّة تتبع إداريّاً لمحافظة حلب منطقة أعزاز ناحية صوران، بلغ تعداد سكانها 126 نسمة حسب التعداد السكاني لعام 2004.